# Aiguamolls de la Deu i la Moixina
Els aiguamolls de la Deu i la Moixina es troben en el terme municipal d'Olot i formen part del Parc Natural de la Zona Volcànica de la Garrotxa.
És una zona considerada reserva integral d'interès geobotànic, amb una gran varietat de flora i fauna. Els paratges de la Moixina està declarat Reserva Natural D'interès Geobotànic pel Parc Natural de la Zona Volcànica de la Garrotxa, està sempre amarat d'aigua, reducte d'un antic llac que omplia la plana olotina i que es va assecar quan va afluir la lava del volcà Croscat. És, a més, posseïdor d'un encís transmès en multitud de poemes i pintures dels pintors de l'Escola de Paisatge d'Olot. Aquest paratge d'espectacular bellesa inclou dues de les fonts més conegudes d'Olot: la font de la Moixina i la font de la Deu.